# Agrotóxico
Agrotóxico (auf Deutsch: Pflanzenschutzmittel; wörtlich: Agrargift) ist eine Hardcore-Band aus der brasilianischen Metropole São Paulo.

## Geschichte
Agrotóxico wurde 1993 von Mauro (Bass, Gesang), Marcos (Gitarre) und Edu (Schlagzeug) in Cidade Ademar, einer Unterpräfektur (Stadtteil) von São Paulo gegründet. Bereits nach wenigen Gigs verließ Edu die Band, um eine Metal-Band zu gründen und wurde durch Silvio Lombrigão ersetzt. Außerdem wuchs die Band mit Bassist Jeferson zu einem Quartett an. Dem Do it yourself verpflichtet gründete die Band das Festival Som de Rua und organisierte Auftritte in besetzten Häusern und verlassenen Fabrikhallen in São Paulo sowie der näheren Umgebung. Die Band veröffentlichte zunächst die beiden Demos Sindicato do Crime und Decadência. Anschließend kam André für Lombrigão in die Band. In diesem Line-up entstand das Debütalbum Caos 1998 über das bandeigene Independent-Label Red Star Recordings. Als Gastsänger war Fabio Sampaio von Olho Seco vertreten. Das Album selbst wurde von Heros Trench und Luís Abbondanza produziert. Zu einem ihrer bekanntesten Liedern entwickelte sich Marcas da Revolta, das im brasilianischen Radio und Musikfernsehen gespielt wurde. 2001 wurde das Album vom deutschen Label Dirty Faces Records neu aufgelegt.
Im Anschluss spielte Olho Seco ihre erste Europatour, wobei zum damaligen Zeitpunkt drei der vier Mitglieder auch bei dieser Band spielten. Dementsprechend veröffentlichten Agrotóxico auch ein Tributealbum an Olho Seco, auf dem neben ihnen auch Ação Direta, Calibre 12, Força Macabra (aus Finnland) und Cólera vertreten waren. Das Album erschien außerdem über Dirty Faces als Vinyl.
Nach der Olho-Seco-Tour tourten Agrotóxico mit Varukers durch Brasilien. Mauro trat aus der Band aus, um als Ultimate Fighter und Thai-Boxer sein Geld zu verdienen. Zunächst übernahm Marcos den Gesang und die Band machte als Trio weiter. Schließlich stieß aber Renato zur Gruppe. Dieser debütierte bei einer Tour mit Rasta Knast und Rystetiit.
Nicht lange danach kam es wieder zu einem Line-up-Wechsel. Schlagzeuger André übernahm noch das Schlagzeug auf dem zweiten Album Estado de Guerra Civil. Pedro von Kaos 64 kam als neues Mitglied in die Band und begleitete die Band auf ihrer ersten Europatournee, die die Band durch Deutschland, die Niederlande, Portugal und Ungarn führte. Dabei spielte sie unter anderem mit Total Chaos und Rasta Knast. Mit letzteren veröffentlichten sie das Split-Album Marcas da Revolta, auf dem Rasta Knast fünf brasilianische Punk- und Hardcore-Songs einspielten und Agrotóxico fünf deutsche Punk-Lieder beisteuerten. Das Album wurde über Nasty Vinyl veröffentlicht. Ein Auftritt auf dem Punkfestival „O Fim do Mundo“ geriet in 2002 Brasilien in die Schlagzeilen. Der brasilianische Popstar Supla besuchte die Band backstage, was den Unmut der etwa 1500 anwesenden Punk-Fans hervorrief. Darüber wurde in verschiedenen überregionalen Medien berichtet.
2007 erschien das Album Libertação, 2009 eine Split-EP mit der deutschen Hardcore-Punk-Band Rawside und 2013 das Album XX. 2010 erschien außerdem eine DVD mit einem Dokumentarfilm über die Band inklusive Live-CD.
2023 erschien Era do Caos, eine Neueinspielung ihres Debut-Albums von 1998 zu dessen 25-jährigen Jubiläum. Hier war bereits Edu Nicolini (u. a. ex-Nitrominds) Schlagzeuger der Band, als Ersatz für Pedro. Mit ihm ging die Gruppe im Herbst 2023 auf ausgedehnte Europatour.
Jeferson und Arthur von Agrotóxico spielen außerdem seit 1996 bei der Street-Punk-Band Flicts. Die beiden Gruppen veröffentlichten 2004 ein Split-Album. Im Jahr 1998 gründete Agrotóxico-Bassist Jeferson und Marcos das Plattenlabel Red Star Recordings, auf dem seitdem Alben von Agrotóxico, Cólera, D.O.A., Flicts, Ratos de Porão, The Gee Strings, Rasta Knast und zahlreichen weiteren Bands erschienen sind. Anfang 2000 spielten drei der vier Mitglieder außerdem bei Ohlo Seco.

## Musikstil
Agrotóxico spielen eine raue, aggressive und schnelle Symbiose aus Hardcore und Punkrock, ihre Songs überschreiten nur selten die Zwei-Minuten-Marke. Die Band singt überwiegend auf brasilianischem Portugiesisch. Die Texte sind gesellschaftskritisch und handeln von Anarchie, Repression, Faschismus, Gewalt, dem Leben in der dritten Welt und ökologischen Problemen. Zu ihren Haupteinflüssen zählen europäische Crustcore- und Hardcore-Punk-Bands wie Rattus, Anti-Cimex, Lama, Appendix, Discharge, Varukers und Canal Terror sowie US-amerikanische Bands wie 7 Seconds und D.R.I. Das Ox-Fanzine bezeichnet die Musik der Band als „straight (sic) und energiereichen Punk“, der von britischem Hardcore beeinflusst sei und Elemente des Metal übernehme, aber auf „nervende Hardrock-Gitarrensoli“ verzichte.

## Diskografie

### Alben
- 1998: Caos 1998 (Dirty Faces/Red Star Recordings)
- 2003: Estado de Guerra Civil (Dirty Faces)
- 2007: Libertação (Red Star Recordings)
- 2013: XX (Red Star Recordings, Mass Productions, Break the Silence, Dirty Faces, Pumpkin Records)
- 2023: Era do Caos (Red Star Recordings, Voice Music, Läjä Records)

### Split-Veröffentlichungen
- 2003: Marcas da Revolta (Split-Album mit Rasta Knast, Nasty Vinyl)
- 2004: Third World Jihad (Split-Album mit Flicts, Dirty Faces)
- 2009: Quebre o Silêncio (Split-EP mit Rawside, Break the Silence)

### DVD
- 2010: Agrotóxico: Pelos Escombros 2009 (Red Star Recordings)